# Los Pekenikes
Los Pekenikes es un grupo musical español que nació en 1959, integrado por cantantes y músicos españoles, colombianos y filipinos, formado por algunos alumnos del Instituto Ramiro de Maeztu de Madrid, dirigidos por los hermanos Alfonso y Lucas Sainz. 
Por la banda han pasado múltiples personalidades del pop de los años 1960 como Juan Pardo, Junior, Eddy Guzmán, Felipe Alcover, Pepe Barranco, Tony Luz, Pablo Argote, Pepe Nieto, Jorge Matey, Félix Arribas, Rodrigo García, Vicente Gasca, Ignacio Martín Sequeros, Salvador Domínguez, Álvaro Serrano Calderón, Pedro Luis García Vega e incluso Luis Eduardo Aute.
El grupo comenzó contando con un vocalista en sus filas, realizando versiones en castellano de temas de rock and roll anglosajón y adaptando a ese estilo algunas canciones tradicionales españolas. Pero, tras el éxito de su versión de Los cuatro muleros, a mediados de los años 1960, optaron por conformarse como un grupo dedicado exclusivamente al rock instrumental.
En julio de 1965 fueron teloneros de The Beatles en el concierto ofrecido en Madrid tras el desembarco del grupo inglés en España.
Su primer gran álbum instrumental data del año 1966 y en él se recogen grandes éxitos como Lady Pepa, Frente a Palacio o Hilo de seda, entre otros. Otros temas célebres de su carrera musical lo conforman Robin Hood, Ritmo de concierto, Embustero y bailarín (producida por Tony Brito), Sombras y rejas, Arena caliente y Cerca de las estrellas.
Palomitas de maíz, versión del tema de 1969 Popcorn, original del estadounidense de origen alemán Gershon Kingsley, fue el último de sus grandes éxitos, ya en 1972.
La calidad interpretativa de muchas de sus piezas, así como los arreglos empleados, hacen de este grupo uno de los más importantes del pop  español de todos los tiempos.

## Discografía
EP
1961
Hispavox
Madrid / Apache / Ramona / Jinetes en el Cielo
1962
	Twist y Rock con Los Pekenikes
		Madison & Locomotion
1963
	Loop the Loop / Vigila Tus Pasos / Be-Bop-A-Lula / Bastante Duro
1964
	Eso Fue Tu Amor / Please, Please Me / Hully Gully / América de West Side Story
		Los Cuatro Muleros / Vete Ya / Mírame / El Soldado de Levita
		El Vito / Yo Sé / Es Mejor Olvidar / Sospecha
1965
	Linda Chica / Una Vez Más / Quisiera Saber... / Huellas
		El Tururururú / No Te Digo Adiós / Tengo una Muñeca / ¿Por Qué No Me Haces Caso?
La Gitana / No Te Molestes / Estoy Bien / Nadie Como Tú
SP (dos temas)
1964
Hispavox
Flexidiso de Karina: Corazón/Dile
1966
	Hilo de seda / Sombras y rejas
		Lady Pepa / Arena caliente
		Frente a Palacio / Trapos viejos
1967
	Robin Hood / Felices ´20
	Embustero y bailarín / Tiempo y ritmo
	Sol de medianoche / Corelli
1968
	Hechizo / Puntos Suspensivos
Nostalgia / Danza de los siete velos y medio
Cerca de las estrellas / Soñar no cuesta nada
1969
Poderoso Señor / Cristal de Bohemia
El Tiempo Vuela / Aria
1970
Tren Transoceánico a Bucaramanga / Aladino
1971
Cuchipe / Afrodita
Sol y Sombra / Tabasco
	Movieplay
Nobles contra Villanos / El Valor de 6 Penikes
1972
Palomitas de maíz (versión de Popcorn de Gershon Kingsley)/ Polución
1973
Caja de Pimienta / Cadena de Rosas
Kaskarrabias / Musical 2000
	La Marcha de los Saltamontes / Cadena de Rosas
		Pepper Box / Olé Alí
1974
	Sinfonía del Cuco / Cielo Rojo sobre el Golán
1975
	Tía Úrsula / Antes y Ahora
1976
	Cruz y Raya / Burbujas
	Cachimba / Los cuatro muleros

### Álbumes
- Los Pekenikes (Hispavox, 1966).
- Los Pekenikes II (Hispavox, 1967).
- Alarma (Hispavox, 1969).
- Ss.Ss.Ss.Q.E.S.M. (Hispavox, 1971).
- Los Pekenikes (El coche) (Movieplay, 1972).
- Saltamontes (Movieplay, 1973).
- Los Pekenikes (Movieplay, 1975).
- Cachimba (Movieplay, 1977).
- Rasgos (Lo nuevo de Los Pekenikes) (Nevada, 1978; reed. Guitarra, 2024).
- Scanner (Lady Alicia Records, 1984; reed. Guitarra, 2024).
- Tren a Memphis (Zafiro, 1986).
- Diáspora (Fonomusic, 1996; reed. Guitarra, 2024).
- En concierto, en directo, en vivo (Lady Alicia Records, 2011).
- From Ventures to Shadows (Central Park Records (USA), 2015).
- 60 Aniversario (doble álbum + DVD) (Rama-Lama, 2019).
- En directo en Cantabria (Guitarra, 2024).

### RECOPILATORIOS
- Lo Mejor de Los Pekenikes (Hispavox, 1973)
- Grandes Éxitos de Los Pekenikes (Dial, 1975)
- Pekenikes (Gramusic, 1978)
- Grandes Éxitos (Dial, 1979)
- Grandes Éxitos (Hispavox, 1988)
- Archivo de plata del Pop Español (Círculo de lectores, 1988)
- Pekenikes (Dial, 1990)
- Pekenikes (Mercurio, 1992)
- Los Pekenikes - Los EP's originales, vol. 1 (Hispavox, 1996)
- Los Pekenikes - Los EP's originales, vol. 2 (Hispavox, 1996)
- Simplemente lo mejor (Disky, 1997)
- Sin palabras 1961-1971 (EMi/Hispavox, 2000)
- Instrumentales época dorada 1966-71 (Rama-lama, 2000)
- 20 Grandes Éxitos (Dro Easwest, 2003)
- Sus primeros años 1961-65 (Rama-lama, 2003)
- Los Pekenikes 5 estrellas (Send Music, 2003)
- 12 Grandes éxitos (Fonomusic, 2003)
- Only Music (Lady Alicia, 2010), promocional
- Primera época (Guitarra, 2024)